# Ornipholidotos tirza
Ornipholidotos tirza är en fjärilsart som beskrevs av William Chapman Hewitson 1873. Ornipholidotos tirza ingår i släktet Ornipholidotos och familjen juvelvingar. Inga underarter finns listade i Catalogue of Life.